# Eliofilia
La eliofilia (parola composta dal nome greco Ἥλιος (Hélios), sole, e da φιλεῖν (filèin), amare - amante del sole) è la disposizione di alcuni organismi, sia vegetali che animali, a vivere con condizione molto soleggiate.

## Specie vegetali
Le piante eliofile  sono quelle che si avvantaggiano di un'esposizione diretta alla luce solare e necessitano perciò di un'illuminazione intensa, soffrendo, al contrario, l'ombreggiamento. sono anche dette piante fotofile.